# Гордеев, Вадим Александрович
Вади́м Алекса́ндрович Горде́ев (15 ноября 1971, Волгоград, Волгоградская область, СССР — 6 января 2003, Моздок, Северная Осетия, Россия) —  майор, офицер подразделения спецназа Оперативно-координационного управления ФСБ РФ по Северному Кавказу, Герой Российской Федерации.

## Биография
Родился 15 ноября 1971 года в семье рабочих в Волгограде. В 1989 году, после окончания средней школы № 27 поступил в Волгоградский политехнический институт, но прервал учёбу и в том же году был призван на срочную службу в армию. В 1990 году поступил в Харьковское высшее военное авиационное училище имени С. И. Грицевца. В 1992 году был отчислен из училища и уволен из Вооружённых Сил. Вернувшись на малую родину, работал на различных предприятиях Волгограда.
В сентябре 1994 года поступил на службу в Управление Федеральной службы контрразведки РФ (с 1995 года — ФСБ РФ) по Волгоградской области. В 1995 году прикомандирован к Управлению ФСБ по Чеченской республике, участник первой чеченской войны, где был повышен до младшего лейтенанта. После служил в подразделении спецназа ФСБ России «Вымпел». Участник второй чеченской войны. Окончил Академию ФСБ России.
6 января 2003 года в рамках спецоперации по захвату особо опасного боевика (совершившего несколько терактов), во главе группы захвата спецназа первым ворвался в помещение, в котором скрывался боевик, и потребовал от него сдаться. Получив несколько тяжёлых ранений, был доставлен в госпиталь в Моздоке, но умер в тот же день. Боевик был уничтожен бойцами спецназа.

## Признание и память
За мужество и героизм, проявленные при исполнении служебного долга, Указом Президента РФ от 24 мая 2003 года майору Гордееву Вадиму Александровичу посмертно присвоено звание Героя Российской Федерации (медаль №788).
На Аллее Героев в Ставрополе установлен его бюст. Мемориальные доски установлены на здании школы № 27 Волгограда и в здании Управления ФСБ России по Волгоградской области.